# 岩手県立一関第二高等学校
岩手県立一関第二高等学校（いわてけんりつ いちのせきだいにこうとうがっこう、英: Iwate Prefectural Ichinoseki Daini High School）は、岩手県一関市赤荻にある公立高等学校。略称は関二（せきに）、二高（にこう）。

## 概要
1907年に開校した「郡立西磐井女子職業学校」を前身とし、2017年に創立110周年を迎えた。
磐井川のほとりに所在しており、川向いには岩手県立一関工業高等学校が立地する。岩手県立一関農業高等学校を併合した際に農場（清水農場：岩手県一関市赤荻字清水33）を引き継いだ。

## 沿革
高等女学校・新制高等学校（女子校）時代
- 1907年（明治40年）5月15日 - 西磐井郡一関町字広街27番地に「郡立西磐井女子職業学校」として開校[1][2]。
- 1911年（明治44年）4月1日 -「郡立西磐井実科高等女学校」に改称[2][3]。
- 1919年（大正8年）4月1日 - 設置者を岩手県に移管し、「岩手県立一関実科高等女学校」に改称[2]。
- 1922年（大正11年）4月1日 -「岩手県立一関高等女学校」に改称[2]。
- 1927年（昭和2年）1月8日 - 西磐井郡山目村向野33番地に新校舎を落成。
- 1947年（昭和22年）4月1日 - 学制改革（六・三制の実施）。
  - 高等女学校を募集停止。
  - 新制中学校を併設し（名称：岩手県立一関高等女学校併設中学校、以下・併設中学校）、高等女学校1・2年修了者を新制中学2・3年生として収容。
  - 併設中学校は暫定的に設置されたため、新たに生徒募集は行わず、在校生が2・3年生のみの中学校であった。
  - 高等女学校3・4年修了者はそのまま高等女学校4・5年生として在籍。
- 1948年（昭和23年）4月1日 - 学制改革（六・三・三制の実施）により高等女学校は廃止され、新制高等学校「岩手県立一関第二高等学校」（女子校）を発足[4]。
  - 高等女学校卒業生（希望者）を新制高校3年として、高等女学校4年修了者を新制高校2年として編入。
  - 併設中学校卒業生を新制高校1年として収容。
  - 併設中学校は継承され（名称：岩手県立一関第二高等学校併設中学校）、在校生は1946年に高等女学校に入学した3年生のみとなる。

新制高等学校（男女共学）
- 1949年（昭和24年）
  - 3月31日 - 最後の卒業生を送り出し、併設中学校を廃止。
  - 4月1日 - 高校三原則に基づく公立高等学校の再編を実施し、総合制高等学校「岩手県立一関高等学校」を発足[4]。
    - 岩手県立一関第一高等学校（男子校）、岩手県立一関第二高等学校（女子校）、一関市立女子高等学校、一関市立一関農業高等学校の4校を統合[4]。
    - 旧・第一高等学校校舎を東校舎、旧・第二高等学校校舎を西校舎とし、2校舎体制化[4]。
    - 男女共学を開始[4]。
    - 旧・一関農業高等学校から継承した農業土木科を工業土木科に変更[4]。
- 1951年（昭和26年）4月1日 - 岩手県立一関第一高等学校（男女共学）と岩手県立一関第二高等学校（男女共学）に分離独立し、現校名に改称[4]。
- 1953年（昭和28年）- 校歌を制定[5]。
- 1965年（昭和40年）3月4日 - 本校舎が焼失[4]。
- 1967年（昭和42年）5月3日 - 一関市赤荻字野中23番地に新校舎を落成し移転[4]。
- 1968年（昭和43年）4月1日 - 農業科と生活科が「岩手県立一関農業高等学校」として分離独立[1]。
- 1978年（昭和53年）
  - 3月31日 - 土木科を岩手県立一関工業高等学校に移管[4]。
  - 8月30日 - 研修会館「公孫樹館」を落成[2]。
- 1990年（平成2年）4月1日 - 福祉教養科を開設[4]。
- 1991年（平成3年）3月29日 - 福祉教養科実習棟を落成[4]。
- 2002年（平成14年）4月1日 - 仮設校舎に移転[4]。
- 2004年（平成16年）
  - 2月10日 - 新校舎を落成し、仮設校舎から移転[4]。
  - 4月1日 - 岩手県立一関農業高等学校を統合。総合学科を開設[1]。普通科と福祉教養科を募集停止[6]。
- 2006年（平成18年）3月31日 - 普通科と福祉教養科を廃止[6]。
- 2007年（平成19年）5月15日 - 創立100周年記念として、校訓碑を設置[2]。
- 2008年（平成20年）6月14日 - 岩手・宮城内陸地震により校舎が被災[2]。
- 2011年（平成23年）3月11日 - 東北地方太平洋沖地震により各所が被災[7]。

## 設置学科
- 全日制課程
  - 総合学科：2004年設置 - 2年次に人文系列、自然系列、環境系列、ビジネス系列、福祉系列から選択。

### 廃止学科
| 課程       | 学科       | 設置年度 | 廃止年度 | 備考                 |
| ---------- | ---------- | -------- | -------- | -------------------- |
| 全日制課程 | 普通科     | 1948年   | 2006年   |                      |
| 全日制課程 | 生活科     | 不明     | 1968年   | 一関農業高校へ移管   |
| 全日制課程 | 農業科     | 不明     | 1968年   | 一関農業高校へ移管   |
| 全日制課程 | 土木科     | 1949年   | 1978年   | 一関工業高校へ移管   |
| 全日制課程 | 福祉教養科 | 1990年   | 2006年   |                      |
| 全日制課程 | 生物資源科 | 2004年   | 2006年   | 一関農業高校から移管 |
| 全日制課程 | 生活科学科 | 2004年   | 2006年   | 一関農業高校から移管 |

## 学校活動
主な学校活動（行事）のみ掲載。
- 4月 - 新任式、始業式、入学式、対面式
- 5月 - 生徒総会
- 6月 - 岩手県高等学校総合体育大会、一期中間考査、クラスマッチ
- 7月 - 授業納め式
- 夏季休業 - 夏季課外、中学生体験入学
- 8月 - 授業始め式、二高祭
- 9月 - 一期末考査
- 10月 - 岩手県高等学校総合文化祭、二高大音楽祭
- 11月 - 生徒総会、二期中間考査
- 12月 - 修学旅行（2年生）、授業納め式
- 冬期休業 - 冬期課外
- 1月 - 授業始め式
- 2月 - 二期末考査
- 3月 - 卒業式、春季課外、終業式、離任式
- 学年末休業

## 部活動

### 運動部
計13部が活動している。
- 陸上競技部
- 水泳部
- バスケットボール部
- バドミントン部
- ソフトテニス部
- 卓球部
- 柔道部

- 弓道部
- フェンシング部
- 硬式野球部（男子）
- サッカー部（男子）
- ソフトボール部（女子）
- バレーボール部（女子）

フェンシング部は、男女共にインターハイ岩手県代表の常連である。

### 文化部
計13部が活動している。
- 音楽部
- 吹奏楽部
- 演劇部
- 太鼓道場部
- JRC部
- 書道部
- 美術部

- 茶華道部
- 写真部
- 文学部
- 理科研究部
- 英語研究部
- 商業研究部

## 付属施設
主な施設のみ掲載。
- 第一体育館 - 校舎と接続
- 第二体育館
- 屋外プール
- テニスコート
- グラウンド
- 柔剣道場
- 弓道場
- 清水農場（一関農業高校の施設を継承）
- 公孫樹館

## 生徒・学級数
2000年度以降は毎年度、生徒数と学級数を掲載。
| 年度               | 定員 | 生徒数 | 増減 | 学級数 | 増減 | 出典   | 備考                                                    |
| ------------------ | ---- | ------ | ---- | ------ | ---- | ------ | ------------------------------------------------------- |
| 1911（明治44）年度 | 40   | 不明   | 不明 | 不明   | 不明 | [ 2 ]  |                                                         |
| 1951（昭和26）年度 | 290  | 不明   | 不明 | 不明   | 不明 | [ 2 ]  | 2校に分離                                               |
| 1952（昭和27）年度 | 290  | 不明   | 不明 | 不明   | 不明 | [ 2 ]  | 農業科募集再開                                          |
| 1953（昭和28）年度 | 320  | 不明   | 不明 | 不明   | 不明 | [ 2 ]  |                                                         |
| 1990（平成2）年度  | 270  | 不明   | 不明 | 不明   | 不明 | [ 2 ]  | 福祉教養科設置                                          |
| 2000（平成12）年度 | 不明 | 745    |      | 18     |      | [ 11 ] |                                                         |
| 2001（平成13）年度 | 不明 | 740    | －5  | 18     | 0    | [ 12 ] |                                                         |
| 2002（平成14）年度 | 320  | 721    | －19 | 18     | 0    | [ 13 ] |                                                         |
| 2003（平成15）年度 | 280  | 678    | －43 | 17     | －1  | [ 14 ] |                                                         |
| 2004（平成16）年度 | 240  | 841    | 163  | 21     | 4    | [ 15 ] | 一関農高と統合、総合学科設置 普通科・福祉教養科募集停止 |
| 2005（平成17）年度 | 240  | 769    | －72 | 19     | －2  | [ 16 ] |                                                         |
| 2006（平成18）年度 | 240  | 728    | －41 | 18     | －1  | [ 17 ] | 普通科・福祉教養科廃止                                  |
| 2007（平成19）年度 | 240  | 725    | －3  | 18     | 0    | [ 18 ] |                                                         |
| 2008（平成20）年度 | 240  | 714    | －11 | 18     | 0    | [ 19 ] |                                                         |
| 2009（平成21）年度 | 240  | 707    | －7  | 18     | 0    | [ 20 ] |                                                         |
| 2010（平成22）年度 | 240  | 711    | 4    | 18     | 0    | [ 21 ] |                                                         |
| 2011（平成23）年度 | 240  | 716    | 5    | 18     | 0    | [ 22 ] |                                                         |
| 2012（平成24）年度 | 240  | 716    | 0    | 18     | 0    | [ 23 ] |                                                         |
| 2013（平成25）年度 | 240  | 720    | 4    | 18     | 0    | [ 24 ] |                                                         |
| 2014（平成26）年度 | 240  | 719    | －1  | 18     | 0    | [ 25 ] |                                                         |
| 2015（平成27）年度 | 240  | 716    | －3  | 18     | 0    | [ 26 ] |                                                         |
| 2016（平成28）年度 | 240  | 717    | 1    | 18     | 0    | [ 27 ] |                                                         |
| 2017（平成29）年度 | 240  | 688    | －29 | 18     | 0    | [ 28 ] |                                                         |
| 2018（平成30）年度 | 200  | 644    | －44 | 17     | －1  | [ 29 ] | 総合学科－1                                             |
| 2019（令和元）年度 | 200  | 614    | －30 | 16     | －1  | [ 30 ] |                                                         |
| 2020（令和2）年度  | 200  | 596    | －18 | 15     | －1  | [ 31 ] |                                                         |
| 2021（令和3）年度  | 200  | 593    | －3  | 15     | 0    | [ 32 ] |                                                         |
| 2022（令和4）年度  | 200  | 584    | －9  | 15     | 0    | [ 33 ] |                                                         |

## アクセス

### 鉄道
- 一ノ関駅（JR東日本：東北新幹線・東北本線・大船渡線）から車で約6分、徒歩で約36分

### バス
- 「一関二高前」バス停（岩手県交通）から徒歩で約1分

### 自動車
- 国道4号・国道342号の十二神交差点（一関市山目字三反田）から市道経由で約2分
- 東北自動車道 - 一関ICから約3分

## 周辺
- ファミリーマート 一関二高前店
- 磐井川
- たんぽぽこども園

## 出身者
- 石川修司（プロレスラー）
- 佐々木貴（プロレスラー）
- 小松彩夏（タレント。2年次に芸能活動のため、一関学院高から一関農高に編入。3年次に農高が二高と統合したため一関二高卒業）
- あゆか（タレント）
- 佐々木成三（元埼玉県警察警部補）